# Lista de deputados federais do Brasil da 51.ª legislatura
Esta é a lista de deputados federais do Brasil da 51.ª legislatura do Congresso Nacional. Inclui-se o nome civil dos parlamentares, o partido ao qual eram filiados na data da posse e a quantidade de votos que receberam para sua eleição, sua unidade federativa de origem, bem como outras informações. Esta legislatura da Câmara dos Deputados durou de 1.º de fevereiro de 1999 a 31 de janeiro de 2003.

## Composição das bancadas
| Partido | Líder                    | Bancada   | Posição      |
| ------- | ------------------------ | --------- | ------------ |
| PFL     | Efraim Morais (PB)       | 105 / 513 | Governo      |
| PSDB    | Aécio Neves (MG)         | 99 / 513  | Governo      |
| PMDB    | Geddel Vieira Lima (BA)  | 83 / 513  | Governo      |
| PPB     | Celso Russomanno (SP)    | 60 / 513  | Governo      |
| PT      | José Genoino (SP)        | 59 / 513  | Oposição     |
| PTB     | Roberto Jefferson (RJ)   | 31 / 513  | Governo      |
| PDT     | Miro Teixeira (RJ)       | 25 / 513  | Oposição     |
| PSB     | Eduardo Campos (PE)      | 18 / 513  | Oposição     |
| PL      | Silas Câmara (AM)        | 12 / 513  | Governo      |
| PCdoB   | Aldo Rebelo (SP)         | 7 / 513   | Oposição     |
| PPS     | Ivan Paixão (SE)         | 3 / 513   | Independente |
| PSD     | José Gomes da Rocha (GO) | 3 / 513   | Independente |
| PMN     | Sérgio Reis (SE)         | 2 / 513   | Oposição     |
| PSC     | Paulo Marinho (MA)       | 2 / 513   | Independente |
| PRONA   | Paulo de Velasco (SP)    | 1 / 513   | Oposição     |
| PSL     | Luciano Bivar (PE)       | 1 / 513   | Governo      |
| PV      | Fernando Gabeira (SP)    | 1 / 513   | Oposição     |
| PST     | Lincoln Portela (MG)     | 1 / 513   | Governo      |

## Relação
São relacionados os candidatos eleitos com informações complementares da Câmara dos Deputados.
| Os Deputados desta legislatura | Partido | Votação |
| Acre                           | Acre    | Acre    |
| ------------------------------ | ------- | ------- |
| Marcos Afonso                  | PT      | 21.556  |
| Hildebrando Pascoal            | PFL     | 18.356  |
| Ildefonço Cordeiro             | PFL     | 10.673  |
| Zila Bezerra                   | PFL     | 10.011  |
| Sérgio Barros                  | PDT     | 7.969   |
| Márcio Bittar                  | PMDB    | 7.810   |
| Nilson Mourão                  | PT      | 7.631   |
| João Tota                      | PPB     | 5.477   |
| Alagoas                        |         |         |
| Olavo Calheiros                | PMDB    | 82.722  |
| João Caldas da Silva           | PMN     | 66.968  |
| Ceci Cunha                     | PSDB    | 54.968  |
| José Thomaz Nonô               | PSDB    | 51.274  |
| Augusto Farias                 | PFL     | 47.426  |
| Luiz Dantas Lima               | PSD     | 45.544  |
| Givaldo Carimbão               | PSB     | 39.209  |
| Albérico Cordeiro da Silva     | PTB     | 33.149  |
| Regis Cavalcante               | PPS     | 25.525  |
| Amapá                          |         |         |
| Benedito Dias                  | PFL     | 13.466  |
| Sérgio Barcellos               | PFL     | 8.589   |
| Jurandil Juarez                | PMDB    | 7.760   |
| Eduardo Seabra                 | PTB     | 7.561   |
| Fátima Pelaes                  | PSDB    | 7.519   |
| Antonio Feijão                 | PSDB    | 7.227   |
| Evandro Milhomem               | PSB     | 6.804   |
| Badu Picanço                   | PSDB    | 6.516   |
| Amazonas                       |         |         |
| José Melo                      | PFL     | 93.521  |
| Artur Virgílio Neto            | PSDB    | 73.783  |
| Vanessa Grazziotin             | PCdoB   | 64.407  |
| Luís Fernando                  | PPB     | 64.096  |
| Francisco Garcia               | PFL     | 61.458  |
| Pauderney Avelino              | PFL     | 59.037  |
| Átila Lins                     | PFL     | 48.584  |
| Silas Câmara                   | PL      | 38.310  |
| Bahia                          |         |         |
| Paulo Magalhães                | PFL     | 192.515 |
| Eraldo Tinoco                  | PFL     | 150.195 |
| José Ronaldo                   | PFL     | 149.640 |
| Geddel Vieira Lima             | PMDB    | 118.880 |
| Jairo Azi                      | PFL     | 114.128 |
| Félix Mendonça                 | PTB     | 113.685 |
| Nelson Pelegrino               | PT      | 109.628 |
| José Carlos Aleluia            | PFL     | 102.874 |
| José Rocha                     | PFL     | 93.391  |
| Pedro Irujo                    | PMDB    | 92.819  |
| Benito Gama                    | PFL     | 92.409  |
| Waldir Pires                   | PT      | 84.031  |
| Cláudio Cajado                 | PFL     | 83.114  |
| Jorge Khoury                   | PFL     | 82.349  |
| Nilo Coelho                    | PSDB    | 74.273  |
| Eujácio Simões                 | PL      | 72.942  |
| Aroldo Cedraz                  | PFL     | 71.720  |
| Luiz Moreira                   | PFL     | 71.289  |
| Jonival Lucas Júnior           | PPB     | 71.172  |
| Leur Lomanto                   | PFL     | 70.200  |
| Ursicino Queiroz               | PFL     | 68.702  |
| João Leão                      | PSDB    | 64.740  |
| Jairo Carneiro                 | PFL     | 62.905  |
| Roland Lavigne                 | PFL     | 58.450  |
| Paulo Braga                    | PFL     | 58.326  |
| Gerson Gabrielli               | PFL     | 57.324  |
| Manoel Castro                  | PFL     | 53.218  |
| Francistônio Pinto             | PMDB    | 52.452  |
| Jaques Wagner                  | PT      | 51.156  |
| José Lourenço                  | PFL     | 51.010  |
| Jutahy Magalhães Júnior        | PSDB    | 46.804  |
| João Almeida                   | PSDB    | 46.011  |
| Mário Negromonte               | PSDB    | 45.762  |
| Walter Pinheiro                | PT      | 45.595  |
| Haroldo Lima                   | PCdoB   | 44.497  |
| Geraldo Simões                 | PT      | 42.556  |
| Jaime Fernandes                | PFL     | 42.148  |
| Coriolano Sales                | PDT     | 41.457  |
| Saulo Pedrosa                  | PSDB    | 37.569  |
| Ceará                          |         |         |
| Inácio Arruda                  | PCdoB   | 124.358 |
| Chiquinho Feitosa              | PSDB    | 116.499 |
| Eunício Oliveira               | PMDB    | 111.897 |
| Antônio Cambraia               | PMDB    | 96.976  |
| Marcelo Teixeira               | PMDB    | 92.271  |
| Leonardo Alcântara             | PSDB    | 92.005  |
| Aníbal Gomes                   | PMDB    | 91.878  |
| Ubiratan Aguiar                | PSDB    | 88.219  |
| José Linhares                  | PPB     | 77.034  |
| Roberto Pessoa                 | PFL     | 76.274  |
| Vicente Arruda                 | PSDB    | 75.015  |
| Moroni Torgan                  | PSDB    | 74.201  |
| Pinheiro Landim                | PMDB    | 74.098  |
| Raimundo Matos                 | PSDB    | 73.592  |
| Adolfo Marinho                 | PSDB    | 71.540  |
| Rommel Feijó                   | PSDB    | 66.991  |
| Arnon Bezerra                  | PSDB    | 66.384  |
| Almeida de Jesus               | PMDB    | 64.279  |
| Manoel Salviano                | PSDB    | 63.196  |
| José Pimentel                  | PT      | 59.370  |
| Ariosto Holanda                | PSDB    | 56.262  |
| Sérgio Novais                  | PSB     | 43.789  |
| Distrito Federal               |         |         |
| Wigberto Tartuce               | PPB     | 96.405  |
| Tadeu Filippelli               | PMDB    | 88.247  |
| Jofran Frejat                  | PPB     | 80.389  |
| Paulo Octávio                  | PFL     | 72.785  |
| Agnelo Queiroz                 | PCdoB   | 65.752  |
| Geraldo Magela                 | PT      | 55.072  |
| Pedro Celso                    | PT      | 49.936  |
| Maria de Lourdes Abadia        | PSDB    | 43.414  |
| Espírito Santo                 |         |         |
| Ricardo Ferraço                | PSDB    | 75.241  |
| Rita Camata                    | PMDB    | 72.706  |
| José Carlos Fonseca            | PFL     | 63.868  |
| Max Mauro                      | PTB     | 59.706  |
| Magno Malta                    | PTB     | 54.754  |
| Nilton Baiano                  | PPB     | 50.152  |
| José Carlos Elias              | PTB     | 49.061  |
| João Coser                     | PT      | 48.603  |
| Marcus Vicente                 | PSDB    | 45.281  |
| Feu Rosa                       | PSDB    | 40.230  |
| Goiás                          |         |         |
| Lídia Quinan                   | PMDB    | 120.705 |
| Ronaldo Caiado                 | PFL     | 100.446 |
| Juquinha Neves                 | PMDB    | 83.221  |
| Euler Morais                   | PMDB    | 77.268  |
| Barbosa Neto                   | PMDB    | 74.489  |
| Geovan Freitas                 | PL      | 69.939  |
| Lúcia Vânia                    | PSDB    | 69.716  |
| Pedro Wilson Guimarães         | PT      | 61.623  |
| Luís Bittencourt               | PMDB    | 61.510  |
| Pedro Canedo                   | PSDB    | 61.297  |
| Norberto Teixeira              | PMDB    | 59.753  |
| Pedro Chaves                   | PMDB    | 57.317  |
| Jovair Arantes                 | PSDB    | 56.427  |
| Nair Lobo                      | PMDB    | 56.338  |
| José Gomes da Rocha            | PSD     | 55.133  |
| Roberto Balestra               | PPB     | 51.514  |
| Vilmar Rocha                   | PFL     | 41.700  |
| Maranhão                       |         |         |
| João Castelo                   | PSDB    | 96.535  |
| Sarney Filho                   | PFL     | 96.349  |
| Nice Lobão                     | PFL     | 91.106  |
| Roberto Rocha                  | PSDB    | 78.485  |
| Gastão Vieira                  | PMDB    | 76.879  |
| Pedro Fernandes                | PSD     | 64.774  |
| Mauro Fecury                   | PFL     | 63.311  |
| Francisco Coelho               | PFL     | 62.395  |
| Neiva Moreira                  | PDT     | 51.291  |
| Paulo Marinho                  | PSC     | 48.706  |
| Eliseu Moura                   | PL      | 47.758  |
| Remi Trinta                    | PL      | 45.442  |
| Pedro Novais                   | PMDB    | 44.949  |
| César Bandeira                 | PFL     | 42.902  |
| José Antônio Almeida           | PSB     | 39.529  |
| Sebastião Madeira              | PSDB    | 38.932  |
| Costa Ferreira                 | PFL     | 37.923  |
| Albérico Filho                 | PMDB    | 37.742  |
| Mato Grosso                    |         |         |
| Wellington Fagundes            | PL      | 81.625  |
| Lino Rossi                     | PSDB    | 78.434  |
| Pedro Henry                    | PSDB    | 74.348  |
| Murilo Domingos                | PTB     | 51.680  |
| Celcita Pinheiro               | PFL     | 51.584  |
| Antônio Joaquim                | PSDB    | 48.125  |
| Wilson Santos                  | PMDB    | 43.054  |
| Tetê Bezerra                   | PMDB    | 42.591  |
| Mato Grosso do Sul             |         |         |
| Ben-Hur Ferreira               | PT      | 79.655  |
| Waldemir Moka                  | PMDB    | 67.756  |
| Marisa Serrano                 | PSDB    | 54.537  |
| Marçal Filho                   | PSDB    | 50.769  |
| Flávio Derzi                   | PPB     | 50.589  |
| Pedro Pedrossian Filho         | PFL     | 43.587  |
| Nelson Trad                    | PTB     | 28.976  |
| João Grandão                   | PT      | 19.169  |
| Minas Gerais                   |         |         |
| Cabo Júlio                     | PL      | 217.087 |
| Zezé Perrella                  | PFL     | 185.547 |
| Aécio Neves                    | PSDB    | 185.051 |
| Maria do Carmo Lara            | PT      | 135.324 |
| Walfrido Mares Guia            | PTB     | 131.776 |
| Eliseu Rezende                 | PFL     | 128.146 |
| Romeu Queiroz                  | PSDB    | 123.086 |
| Danilo de Castro               | PSDB    | 115.429 |
| Maria Elvira Ferreira          | PMDB    | 112.761 |
| Maria Lúcia Cardoso            | PMDB    | 111.196 |
| Lincoln Portela                | PST     | 107.296 |
| Marcio Reinaldo Moreira        | PPB     | 97.033  |
| Odelmo Leão                    | PPB     | 94.378  |
| Carlos Melles                  | PFL     | 90.643  |
| Custódio Mattos                | PSDB    | 85.863  |
| Saraiva Felipe                 | PMDB    | 84.034  |
| Carlos Mosconi                 | PSDB    | 80.972  |
| Rafael Guerra                  | PSDB    | 80.782  |
| Vittorio Medioli               | PSDB    | 80.763  |
| Mário de Oliveira              | PPB     | 80.404  |
| Hélio Costa                    | PFL     | 79.035  |
| Jaime Martins Filho            | PFL     | 74.798  |
| Mauro Lopes                    | PMDB    | 72.559  |
| Roberto Brant                  | PSDB    | 71.778  |
| Zaire Rezende                  | PMDB    | 71.763  |
| Lael Varela                    | PFL     | 71.463  |
| Virgílio Guimarães             | PT      | 70.194  |
| Fernando Diniz                 | PMDB    | 70.104  |
| Pimenta da Veiga               | PSDB    | 69.319  |
| Aracely de Paula               | PFL     | 68.068  |
| Narcio Rodrigues               | PSDB    | 67.291  |
| Ibrahim Abi-Ackel              | PPB     | 65.884  |
| Eduardo Barbosa                | PSDB    | 64.871  |
| José Militão                   | PSDB    | 62.976  |
| Osmânio Pereira                | PSDB    | 62.322  |
| Cleuber Carneiro               | PFL     | 62.083  |
| Ademir Lucas                   | PSDB    | 61.049  |
| Paulo Delgado                  | PT      | 60.204  |
| João Magalhães                 | PMDB    | 59.398  |
| Filemon Rodrigues              | PTB     | 58.952  |
| Romel Anízio                   | PPB     | 56.499  |
| Edmar Moreira                  | PPB     | 54.024  |
| Herculano Anghinetti           | PPB     | 53.757  |
| Glycon Júnior                  | PL      | 48.661  |
| Antônio do Vale                | PMDB    | 48.168  |
| Ronaldo Vasconcelos            | PL      | 47.915  |
| Silas Brasileiro               | PMDB    | 47.073  |
| Nilmário Miranda               | PT      | 45.803  |
| Olímpio Pires                  | PDT     | 42.711  |
| João Fassarella                | PT      | 42.198  |
| Sérgio Miranda                 | PCdoB   | 40.162  |
| Gilmar Machado                 | PT      | 39.893  |
| Tilden Santiago                | PT      | 37.854  |
| Pará                           |         |         |
| Vic Pires Franco               | PFL     | 92.214  |
| Elcione Barbalho               | PMDB    | 88.742  |
| Anivaldo Vale                  | PSDB    | 65.691  |
| José Priante                   | PMDB    | 60.094  |
| Paulo Rocha                    | PT      | 58.405  |
| Valdir Ganzer                  | PT      | 53.065  |
| Raimundo Santos                | PFL     | 49.517  |
| Zenaldo Coutinho               | PSDB    | 49.412  |
| Jorge Costa                    | PMDB    | 48.297  |
| Gerson Peres                   | PPB     | 43.933  |
| Nicias Ribeiro                 | PSDB    | 42.000  |
| Nilson Pinto                   | PSDB    | 40.588  |
| Josué Bengtson                 | PTB     | 40.253  |
| Deusdeth Pantoja               | PFL     | 39.643  |
| Renildo Leal                   | PMDB    | 38.016  |
| João Batista Babá              | PT      | 32.414  |
| Giovani Queiroz                | PDT     | 31.730  |
| Paraíba                        |         |         |
| Wilson Braga                   | PSDB    | 80.367  |
| Damião Feliciano               | PTB     | 76.101  |
| Inaldo Leitão                  | PMDB    | 70.734  |
| Efraim Morais                  | PFL     | 69.272  |
| Ricardo Rique                  | PMDB    | 69.053  |
| Domiciano Cabral               | PMDB    | 55.585  |
| Enivaldo Ribeiro               | PPB     | 51.385  |
| Carlos Dunga                   | PMDB    | 49.357  |
| Marcondes Gadelha              | PFL     | 48.439  |
| Adauto Pereira                 | PFL     | 45.338  |
| Armando Abílio                 | PMDB    | 44.403  |
| Avenzoar Arruda                | PT      | 16.649  |
| Paraná                         |         |         |
| Rafael Greca                   | PFL     | 226.686 |
| José Janene                    | PPB     | 105.230 |
| Abelardo Lupion                | PFL     | 105.165 |
| Nelson Meurer                  | PPB     | 91.388  |
| Max Rosenmann                  | PSDB    | 90.502  |
| Rubens Bueno                   | PTB     | 89.088  |
| Flávio Arns                    | PSDB    | 81.725  |
| Afonso Camargo                 | PFL     | 79.388  |
| Dilceu Sperafico               | PPB     | 78.540  |
| Luiz Carlos Hauly              | PSDB    | 76.207  |
| Odílio Balbinotti              | PSDB    | 75.298  |
| Alex Canziani                  | PTB     | 74.876  |
| Luciano Pizzatto               | PFL     | 72.804  |
| Ricardo Barros                 | PPB     | 68.919  |
| Iris Simões                    | PTB     | 66.003  |
| José Carlos Martinez           | PTB     | 65.049  |
| Basílio Villani                | PSDB    | 64.433  |
| Osmar Serraglio                | PMDB    | 59.574  |
| Chico da Princesa              | PTB     | 57.908  |
| Werner Wanderer                | PTB     | 51.433  |
| Santos Filho                   | PFL     | 50.724  |
| Hermes Parcianello             | PMDB    | 49.066  |
| José Borba                     | PTB     | 48.720  |
| Pastor Oliveira                | PPB     | 48.483  |
| Gustavo Fruet                  | PMDB    | 45.933  |
| Moacir Micheletto              | PMDB    | 45.010  |
| Márcio Matos                   | PT      | 37.641  |
| Padre Roque                    | PT      | 35.489  |
| Airton Roveda                  | PDT     | 34.798  |
| Doutor Rosinha                 | PT      | 34.769  |
| Pernambuco                     |         |         |
| Eduardo Campos                 | PSB     | 173.657 |
| Inocêncio Oliveira             | PFL     | 162.412 |
| Cadoca                         | PMDB    | 121.443 |
| Armando Monteiro Neto          | PMDB    | 91.448  |
| Zé Chaves                      | PMDB    | 88.539  |
| Sérgio Guerra                  | PSB     | 84.056  |
| Joaquim Francisco              | PFL     | 81.986  |
| Luciano Bivar                  | PSL     | 77.236  |
| Osvaldo Coelho                 | PFL     | 73.443  |
| José Múcio Monteiro            | PFL     | 72.991  |
| Zé Mendonça                    | PFL     | 72.985  |
| Salatiel                       | PPB     | 69.414  |
| Fernando Ferro                 | PT      | 67.925  |
| André                          | PFL     | 66.821  |
| Clementino Coelho              | PSB     | 60.365  |
| Tony Gel                       | PFL     | 53.949  |
| Severino Cavalcanti            | PPB     | 51.529  |
| Ricardo Fiuza                  | PFL     | 50.031  |
| Djalma Paes                    | PSB     | 41.627  |
| Batata                         | PSB     | 41.438  |
| Pedro Eugênio                  | PSB     | 40.486  |
| Luiz Piauhylino                | PSDB    | 40.380  |
| Joca Colaço                    | PSB     | 36.563  |
| Marcos de Jesus                | PTB     | 36.191  |
| Gonzaga Patriota               | PSB     | 35.972  |
| Piauí                          |         |         |
| Marcelo Castro                 | PMDB    | 116.262 |
| Heráclito Fortes               | PFL     | 88.602  |
| Mussa Demes                    | PFL     | 77.341  |
| Wellington Dias                | PT      | 77.067  |
| João Henrique                  | PMDB    | 64.904  |
| Paes Landim                    | PFL     | 61.999  |
| Átila Lira                     | PFL     | 61.397  |
| Themístocles Sampaio           | PMDB    | 44.520  |
| Ciro Nogueira                  | PFL     | 44.407  |
| Benedito Sá                    | PSDB    | 42.547  |
| Rio de Janeiro                 |         |         |
| Miro Teixeira                  | PDT     | 263.015 |
| Francisco Dornelles            | PPB     | 218.170 |
| Dr. Heleno                     | PSDB    | 139.219 |
| Ronaldo Cezar Coelho           | PSDB    | 131.607 |
| Eduardo Paes                   | PSDB    | 117.164 |
| Jorge Bittar                   | PT      | 113.579 |
| Eurico Miranda                 | PPB     | 150.969 |
| Jandira Feghali                | PCdoB   | 105.307 |
| Alexandre Santos               | PSDB    | 103.768 |
| Jair Bolsonaro                 | PPB     | 102.893 |
| Paulo Baltazar                 | PSB     | 99.633  |
| Rodrigo Maia                   | PFL     | 96.385  |
| Alexandre Cardoso              | PSB     | 95.364  |
| Almerinda de Carvalho          | PFL     | 91.969  |
| Francisco Silva                | PPB     | 89.954  |
| Pastor Valdeci Silva           | PSDB    | 87.303  |
| Laura Carneiro                 | PFL     | 83.124  |
| João Sampaio                   | PDT     | 80.489  |
| Jorge Wilson                   | PSB     | 79.495  |
| Fernando Gonçalves             | PTB     | 79.153  |
| Bispo Rodrigues                | PFL     | 75.611  |
| Arolde de Oliveira             | PFL     | 72.883  |
| Paulo Feijó                    | PSDB    | 72.215  |
| Simão Sessim                   | PPB     | 70.629  |
| Roberto Jefferson              | PTB     | 61.599  |
| Coronel Garcia                 | PSDB    | 59.171  |
| Aldir Cabral                   | PFL     | 59.072  |
| Ayrton Xerez                   | PSDB    | 59.024  |
| José Carlos Coutinho           | PFL     | 56.923  |
| Pastor Eber Silva              | PDT     | 53.828  |
| Carlos Santana                 | PT      | 52.571  |
| Cornélio Ribeiro               | PDT     | 52.257  |
| Rubem Medina                   | PFL     | 50.990  |
| Fernando Gabeira               | PV      | 48.836  |
| Luisinho                       | PSDB    | 48.181  |
| Wanderley Martins              | PDT     | 46.431  |
| Iédio Rosa                     | PMDB    | 45.282  |
| Mirian Reid                    | PDT     | 43.939  |
| Márcio Fortes                  | PSDB    | 43.253  |
| Milton Temer                   | PT      | 41.991  |
| Mattos Nascimento              | PSDB    | 41.223  |
| Vivaldo Barbosa                | PDT     | 36.696  |
| Luiz Ribeiro                   | PSDB    | 36.433  |
| João Mendes                    | PPB     | 34.652  |
| Luiz Sérgio                    | PT      | 27.517  |
| Dino Fernandes                 | PSC     | 13.635  |
| Rio Grande do Norte            |         |         |
| Henrique Eduardo Alves         | PMDB    | 163.572 |
| Iberê Ferreira                 | PPB     | 103.099 |
| Múcio Sá                       | PMDB    | 82.484  |
| Lavoisier Maia                 | PFL     | 73.933  |
| Betinho Rosado                 | PFL     | 61.670  |
| Ney Lopes                      | PFL     | 61.659  |
| Ana Catarina Alves             | PMDB    | 52.878  |
| Laíre Rosado                   | PMDB    | 51.509  |
| Rio Grande do Sul              |         |         |
| Paulo Paim                     | PT      | 213.894 |
| Nelson Proença                 | PMDB    | 156.929 |
| Germano Rigotto                | PMDB    | 151.260 |
| Telmo Kirst                    | PPB     | 109.371 |
| Júlio Redecker                 | PPB     | 102.596 |
| Augusto Nardes                 | PPB     | 101.921 |
| Cezar Schirmer                 | PMDB    | 89.156  |
| Pompeo de Mattos               | PDT     | 87.494  |
| Beto Albuquerque               | PSB     | 80.587  |
| Mendes Ribeiro Filho           | PMDB    | 78.954  |
| Yeda Crusius                   | PSDB    | 77.670  |
| Paulo Gouvea                   | PTB     | 70.983  |
| Fetter Júnior                  | PPB     | 68.844  |
| Henrique Fontana               | PT      | 66.221  |
| Luis Carlos Heinze             | PPB     | 63.606  |
| Darcísio Perondi               | PMDB    | 58.991  |
| Sinval Guazzelli               | PMDB    | 57.400  |
| Roberto Argenta                | PFL     | 57.349  |
| Osvaldo Biolchi                | PTB     | 56.209  |
| Marcos Rolim                   | PT      | 54.477  |
| Nelson Marchezan               | PSDB    | 52.410  |
| Adão Pretto                    | PT      | 51.520  |
| Enio Bacci                     | PDT     | 49.751  |
| Caio Riela                     | PTB     | 47.346  |
| Fernando Marroni               | PT      | 47.051  |
| Waldir Schmidt                 | PMDB    | 45.031  |
| Esther Grossi                  | PT      | 44.293  |
| Luiz Fernando Mainardi         | PT      | 43.820  |
| Valdeci Oliveira               | PT      | 43.264  |
| Airton Dipp                    | PDT     | 43.168  |
| Alceu Collares                 | PDT     | 41.680  |
| Rondônia                       |         |         |
| Eurípedes Miranda              | PDT     | 34.913  |
| Marinha Raupp                  | PSDB    | 28.780  |
| Oscar Andrade                  | PFL     | 27.910  |
| Expedito Júnior                | PFL     | 25.304  |
| Confúcio Moura                 | PMDB    | 23.565  |
| Agnaldo Muniz                  | PDT     | 20.146  |
| Sérgio Carvalho                | PSDB    | 18.513  |
| Nilton Capixaba                | PTB     | 15.220  |
| Roraima                        |         |         |
| Airton Cascavel                | PPB     | 15.234  |
| Luciano Castro                 | PSDB    | 13.189  |
| Almir Sá                       | PPB     | 10.362  |
| Luis Barbosa                   | PPB     | 8.912   |
| Alceste Almeida                | PMDB    | 8.239   |
| Robério Araújo                 | PPB     | 7.058   |
| Chico Rodrigues                | PTB     | 6.192   |
| Salomão Cruz                   | PSDB    | 5.253   |
| Santa Catarina                 |         |         |
| Hugo Biehl                     | PPB     | 91.815  |
| Leodegar Tiscoski              | PPB     | 83.622  |
| Eni Voltolini                  | PPB     | 82.418  |
| Gervásio Silva                 | PFL     | 79.791  |
| Antônio Carlos Konder Reis     | PFL     | 75.497  |
| João Pizzolatti                | PPB     | 75.144  |
| Paulo Gouvêa                   | PFL     | 72.804  |
| João Batista Matos             | PMDB    | 56.226  |
| Carlito Merss                  | PT      | 53.608  |
| Edison Andrino                 | PMDB    | 50.386  |
| Luci Choinacki                 | PT      | 48.737  |
| Serafim Venzon                 | PDT     | 47.945  |
| Vicente Caropreso              | PSDB    | 47.890  |
| Edinho Bez                     | PMDB    | 46.352  |
| Fernando Coruja                | PDT     | 46.136  |
| Renato Vianna                  | PMDB    | 45.043  |
| São Paulo                      |         |         |
| José Genoino                   | PT      | 306.988 |
| Aloizio Mercadante             | PT      | 241.559 |
| Rubens Furlan                  | PFL     | 220.596 |
| Michel Temer                   | PMDB    | 206.154 |
| Celso Giglio                   | PTB     | 190.047 |
| Luíza Erundina                 | PSB     | 187.498 |
| Celso Russomanno               | PPB     | 185.611 |
| Luiz Antônio de Medeiros       | PFL     | 185.283 |
| Salvador Zimbaldi              | PSDB    | 182.760 |
| Delfim Neto                    | PPB     | 177.912 |
| Wagner Salustiano              | PPB     | 159.125 |
| Paulo Lima                     | PFL     | 158.186 |
| Telma de Souza                 | PT      | 135.172 |
| Marcos Cintra                  | PL      | 132.266 |
| Lamartine Posella              | PPB     | 129.907 |
| Antonio Palocci                | PT      | 125.462 |
| Vadão Gomes                    | PPB     | 124.062 |
| Alberto Mourão                 | PMDB    | 122.734 |
| Maluly Neto                    | PFL     | 118.799 |
| Nelo Rodolfo                   | PPB     | 116.736 |
| Vanderval Santos               | PTB     | 115.668 |
| José Dirceu                    | PT      | 113.659 |
| Ricardo Izar                   | PPB     | 113.399 |
| Antônio Kandir                 | PSDB    | 111.843 |
| Valdemar Costa Neto            | PL      | 108.827 |
| Zé Índio                       | PPB     | 107.381 |
| Corauci Sobrinho               | PFL     | 106.488 |
| Cunha Bueno                    | PPB     | 103.432 |
| Duílio Pisaneschi              | PTB     | 100.366 |
| Franco Montoro                 | PSDB    | 99.356  |
| Jorge Tadeu Mudalen            | PPB     | 97.478  |
| Milton Monti                   | PMDB    | 97.080  |
| Paulo de Velasco               | PRONA   | 94.880  |
| Ary Kara                       | PPB     | 94.179  |
| Arnaldo Faria de Sá            | PPB     | 94.087  |
| Paulo Kobayashi                | PSDB    | 92.937  |
| Gilberto Kassab                | PFL     | 92.826  |
| Moreira Ferreira               | PFL     | 91.194  |
| Professor Luizinho             | PT      | 90.738  |
| Arnaldo Madeira                | PSDB    | 88.512  |
| Robson Tuma                    | PFL     | 87.279  |
| Nelson Marquezelli             | PTB     | 86.643  |
| José Aníbal                    | PSDB    | 86.320  |
| Ângela Guadagnin               | PT      | 85.177  |
| Aldo Rebelo                    | PCdoB   | 84.288  |
| Aloysio Nunes                  | PSDB    | 83.685  |
| Antonio Carlos Pannunzio       | PSDB    | 77.277  |
| Emerson Kapaz                  | PSDB    | 74.818  |
| André Benassi                  | PSDB    | 72.093  |
| Marcelo Barbieri               | PMDB    | 70.625  |
| Alberto Goldman                | PSDB    | 70.472  |
| Edinho Araújo                  | PMDB    | 70.393  |
| Xico Graziano                  | PSDB    | 69.600  |
| Luiz Antônio Fleury Filho      | PTB     | 68.874  |
| Sampaio Dória                  | PSDB    | 68.558  |
| José de Abreu                  | PSDB    | 64.322  |
| Júlio Semeghini                | PSDB    | 63.969  |
| Ricardo Berzoini               | PT      | 63.313  |
| João Paulo Cunha               | PT      | 61.058  |
| Eduardo Jorge                  | PT      | 60.995  |
| Jair Meneguelli                | PT      | 57.428  |
| Arlindo Chinaglia              | PT      | 56.672  |
| José Machado                   | PT      | 53.691  |
| João Herrmann Neto             | PPS     | 52.162  |
| Iara Bernardi                  | PT      | 51.218  |
| Hélio Santos                   | PDT     | 48.157  |
| Fernando Zuppo                 | PDT     | 44.528  |
| Evilásio Farias                | PSB     | 40.162  |
| José Roberto Batochio          | PDT     | 38.048  |
| Neuton Lima                    | PDT     | 37.604  |
| Sergipe                        |         |         |
| Marcelo Deda                   | PT      | 82.565  |
| Ivan Paixão                    | PPS     | 50.972  |
| Pedro Valadares                | PSB     | 50.364  |
| Sérgio Reis                    | PMN     | 47.091  |
| José Teles                     | PPB     | 40.061  |
| Jorge Alberto                  | PMDB    | 39.677  |
| Augusto Franco Neto            | PSDB    | 31.477  |
| Cleonâncio Fonseca             | PMDB    | 27.025  |
| Tocantins                      |         |         |
| João Ribeiro                   | PFL     | 48.088  |
| Osvaldo Reis                   | PPB     | 31.010  |
| Darci Coelho                   | PFL     | 30.241  |
| Igor Avelino                   | PMDB    | 28.866  |
| Freire Júnior                  | PMDB    | 28.466  |
| Paulo Mourão                   | PSDB    | 25.670  |
| Antônio Jorge                  | PFL     | 24.127  |
| Pastor Amarildo                | PPB     | 23.759  |